# Stephen F. Kelly
Stephen F. Kelly (* Juni 1947 in Liverpool) ist ein englischer Autor und Journalist, der viele Bücher über Fußball und insbesondere den FC Liverpool verfasst hat, den er auch privat als Fan unterstützt.

## Karriere
Kelly war als Arbeiter bei der Cammell Laird Werft in Birkenhead am Mersey beschäftigt, bis er 1978 bei Granada TV, einem kommerziellen Fernsehsender, unter anderem an dem Programm World in Action mitgearbeitet hat. Im Anschluss an diese Tätigkeit schrieb er Artikel für zahlreiche britische Zeitungen, zum Beispiel für den Guardian, den Daily Telegraph, The Scotsman und The New Statesman.

## Publikationen
- Forever Everton: Official Illustrated History of Everton F.C. (1987)
- You’ll Never Walk Alone: Official Illustrated History of Liverpool Football Club (1987)
- Idle Hands, Clenched Fists: Depression in a Shipyard Town (1988)
- Back Page Football: A Century of Newspaper Coverage (1988)
- Boot Room Boys (1991)
- Back Page United (1991)
- Liverpool in Europe (1992)
- A Game of Two Halves: Matches, the Teams, the Players, the Managers, the Fans, the Pain, the Poetry of Football (1992)
- Graeme Souness: A Soccer Revolutionary (1994)
- The Highbury Encyclopedia: A-Z of Arsenal FC (1994)
- Back Page Football (1995)
- Not Just a Game: Best Football Writing of the Season (1995)
- The Pick of the Season: Best of British Football Writing (1996)
- It’s Much More Important Than That : Bill Shankly, The biography (1997)
- The Pick of the Season: Best of British Football Writing (1997)
- The Hamlyn Illustrated History of Liverpool, 1892–1998 (1998)
- Fergie: Biography of Alex Ferguson (1998)
- The Anfield Encyclopedia: An A–Z of Liverpool FC (1998)
- Worls Cup 1994 (1999)
- Red Voices: United from the Terraces (1999)
- Forty Years of "Coronation Street" (2000)
- The Old Trafford Encyclopedia: A-Z of Manchester United (2000)
- Mr. Shankly’s Photograph (2002)
- Gerard Houllier: The Liverpool Revolution (2003)
- Dalglish (2004)
- The Kop (2005)

| Personendaten    | Personendaten                   |
| ---------------- | ------------------------------- |
| NAME             | Kelly, Stephen F.               |
| KURZBESCHREIBUNG | englischer Autor und Journalist |
| GEBURTSDATUM     | Juni 1947                       |
| GEBURTSORT       | Liverpool                       |